# West Wood
West Wood – jednostka osadnicza w Stanach Zjednoczonych, w stanie Utah, w hrabstwie Carbon.